# Берестівська сільська рада (Дубровицький район)
Бере́стівська сільська́ ра́да — орган місцевого самоврядування в Дубровицькому районі Рівненської області. Адміністративний центр — село Берестя.

## Загальні відомості
- Берестівська сільська рада утворена в 1939 році.
- Територія ради: 25,756 км²
- Населення ради: 2 719 осіб (станом на 2001 рік)
- Територією ради протікає річка Горинь.

## Населені пункти
Сільській раді підпорядковані населені пункти:
- с. Берестя

## Історія
У 1947 році Берестівській сільській раді підпорядковувалися: село Берестя, хутори Антонів та Шепель. До 1965 року хутір Антонів знятий з обліку у зв'язку з переселенням жителів. Станом на 1 вересня 1965 року Берестівській сільській раді підпорядковувалися села Берестя, Грицьки, Нивецьк і Працюки. Станом на 1972 рік адміністративно-територіальний устрій залишався без змін.

## Населення
Станом на 1 січня 2011 року населення сільської ради становило 2807 осіб. У 2017 році населення сільської ради становило 2502 осіб.
Згідно з переписом УРСР 1989 року чисельність наявного населення сільської ради становила 2791 особа, з яких 1381 чоловік та 1410 жінок.
За переписом населення України 2001 року в сільській раді мешкало 2687 осіб.

### Мова
Розподіл населення за рідною мовою за даними перепису 2001 року:
| Мова       | Відсоток |
| ---------- | -------- |
| українська | 99,56 %  |
| російська  | 0,26 %   |
| білоруська | 0,15 %   |

### Вікова і статева структура
Структура жителів сільської ради за віком і статтю (станом на 2011 рік):
| Вік   | Чоловіків | Жінок | Разом |
| ----- | --------- | ----- | ----- |
| 0-17  | 317       | 304   | 621   |
| 18-39 | 447       | 431   | 878   |
| 40-59 | 381       | 379   | 760   |
| 60+   | 241       | 307   | 548   |
| Разом | 1386      | 1421  | 2807  |

### Соціально-економічні показники
| Працездатне населення | Працездатне населення | Працездатне населення | Працездатне населення | Працездатне населення | Працездатне населення | Непрацездатне населення | Непрацездатне населення | Непрацездатне населення | Непрацездатне населення | Непрацездатне населення | Непрацездатне населення | Все населення |
| Чоловіки              | Чоловіки              | Жінки                 | Жінки                 | Разом                 | Разом                 | Чоловіки                | Чоловіки                | Жінки                   | Жінки                   | Разом                   | Разом                   | 2807          |
| ос.                   | %                     | ос.                   | %                     | ос.                   | %                     | ос.                     | %                       | ос.                     | %                       | ос.                     | %                       | 2807          |
| --------------------- | --------------------- | --------------------- | --------------------- | --------------------- | --------------------- | ----------------------- | ----------------------- | ----------------------- | ----------------------- | ----------------------- | ----------------------- | ------------- |
| 614                   | 24                    | 550                   | 21                    | 1164                  | 45                    | 322                     | 12                      | 459                     | 17                      | 781                     | 29                      | 2807          |

| Зайняті  | Зайняті  | Зайняті | Зайняті | Зайняті | Зайняті | Безробітні | Безробітні | Безробітні | Безробітні | Безробітні | Безробітні | Все населення |
| Чоловіки | Чоловіки | Жінки   | Жінки   | Разом   | Разом   | Чоловіки   | Чоловіки   | Жінки      | Жінки      | Разом      | Разом      | 2807          |
| ос.      | %        | ос.     | %       | ос.     | %       | ос.        | %          | ос.        | %          | ос.        | %          | 2807          |
| -------- | -------- | ------- | ------- | ------- | ------- | ---------- | ---------- | ---------- | ---------- | ---------- | ---------- | ------------- |
| 171      | 6        | 262     | 10      | 433     | 16      | 443        | 17         | 288        | 11         | 731        | 28         | 2807          |

| Дорослі | Діти | Пенсіонери | Інваліди Німецько-радянської війни | Учасники бойових дій | Інваліди всіх груп і категорій | Люди, які обслуговуються служб. соц. допом. на дому | Неповні сім'ї | Діти з неповних сімей | Багатодітні сім'ї | Діти з багатодітних сімей | Діти-інваліди | Діти-сироти | Одинокі багатодітні матері |
| ------- | ---- | ---------- | ---------------------------------- | -------------------- | ------------------------------ | --------------------------------------------------- | ------------- | --------------------- | ----------------- | ------------------------- | ------------- | ----------- | -------------------------- |
| 2081    | 563  | 811        | -                                  | 11                   | 191                            | 27                                                  | 46            | 54                    | 38                | 127                       | 11            | 4           | 2                          |

## Вибори
Станом на 2011 рік кількість виборців становила 2027 осіб.

## Склад ради
Рада складається з 16 депутатів та голови.
- Голова ради: Дашук Микола Павлович
- Секретар ради: Лясковець Галина Василівна

### Керівний склад попередніх скликань
| Прізвище, ім'я, по батькові | Основні відомості                                                 | Дата обрання | Дата звільнення |
| --------------------------- | ----------------------------------------------------------------- | ------------ | --------------- |
| Дашук Микола Павлович       | Сільський голова, 1956 року народження, член Народної партії      | 26.03.2006   | 31.10.2010      |
| Дашук Микола Павлович       | Сільський голова, 1959 року народження, освіта вища, безпартійний | 31.10.2010   |                 |

Примітка: таблиця складена за даними сайту Верховної Ради України